# Martin Hawie
Martin Hawie (Lima, 15 dicembre 1975) è un regista e sceneggiatore peruviano naturalizzato tedesco.

## Biografia
Ha studiato comunicazione audiovisiva presso l'Instituto Peruano de Publicidad di Lima e ha ricevuto ulteriore formazione in fotografia e pittura presso il Centro de la Imagen. Nel 2001 ha iniziato a studiare regia alla scuola di cinema di Barcellona. Ha partecipato con dei cortometraggi al festival di Sitges. Durante questo periodo, le sue fotografie sono state esposte a Barcellona e Los Angeles.
Dopo tre anni è tornato a Lima e ha ricevuto la sovvenzione "Young Artist" da Industrias Tekno. Allo stesso tempo, è diventato amministratore delegato di un'agenzia di casting e ha lavorato come art director freelance per spot pubblicitari. Le limitate possibilità dell'industria cinematografica peruviana, lo hanno spinto a trasferirsi in Germania nel 2005. Nel 2009 ha ottenuto la cittadinanza tedesca. 
In Germania ha realizzato numerosi progetti, realizzando cortometraggi e documentari. Nel 2011 ha iniziato i suoi studi post laurea presso l'Accademia dei media di Colonia, con particolare attenzione al cinema (regia / sceneggiatura). Il suo film Camille è stato presentato in anteprima all'Hof International Film Festival del 2013. Camille da allora è stato proiettato in diversi festival cinematografici internazionali ed è stato premiato al Mexico International Film Festival del 2014.
Il suo secondo lungometraggio Toro, è stato presentato in anteprima il 31 agosto 2015 al Montréal International Film Festival ed ha debuttato in Germania all'Hof International Film Festival, dove ha ricevuto una menzione d'onore dalla giuria come "Nuovo cinema tedesco". Il film ha partecipato anche alla 66ª edizione del Festival internazionale del cinema di Berlino nella categoria Perspektive Deutsches Kino.

## Filmografia

### Regia
- 2020 Die Zukunft ist ein einsamer Ort
- 2015 Toro
- 2013 Camille
- 2012 Am Ende einer Nacht (Cortometraggio)